# Fidelity Special Values
Fidelity Special Values plc ist eine britische Investmentgesellschaft mit Sitz in London.
Das Ziel des Unternehmens ist es, langfristiges Kapital- und Ertragswachstum durch die überwiegende Anlage in Aktien (und damit verbundene Wertpapiere) von britischen Unternehmen zu generieren. Bis zu 20 % des Portfolios können in börsennotierte Unternehmen an ausländischen Börsen investiert werden. Es investiert in verschiedene Sektoren wie Finanzwerte, Industriewerte, Gesundheitswesen, zyklische Konsumgüter, Technologie, Basiskonsumgüter, Energie, Grundstoffe, Versorgungsunternehmen, Telekommunikation und Immobilien. Das Aktienportfolio konzentriert sich auf 80 bis 120 diversifizierte Aktien ohne Schwerpunkt auf einen bestimmten Sektor oder eine bestimmte Unternehmensgröße.
Im Januar 2024 beliefen sich die verwalteten Mittel auf insgesamt ca. 300 Mio. Pfund.
Die Fondsmanager des Trusts sind Alex Wright und Jonathan Winton von Fidelity International.
Das Unternehmen ist an der Londoner Börse gelistet und Teil des FTSE 250 Index.